# 関西大学野球連合
関西大学野球連合（かんさいだいがくやきゅうれんごう）は、関西地域に所在する大学の硬式野球部により構成された関西六大学野球連盟を含む4つの大学野球連盟の連合組織で現存しない過去の組織名である。

## 概要
関西の既存の大学野球連盟であった旧関西六大学野球連盟と京滋大学野球連盟、近畿大学野球連盟、阪神大学野球連盟が、その個々の連盟組織を維持したまま入れ替え戦によって結合された緩い連合体を結成したもので、1962年春から1981年冬にかけての間に存在していた。解散後は、京滋大学野球連盟・近畿大学野球連盟・阪神大学野球連盟がそれぞれ独立し、それまであった連合の最上部連盟である関西六大学野球連盟 (旧連盟)は、旧下部からの移籍チームも加えて再編され、新しい関西六大学野球連盟と関西学生野球連盟に分裂し現在に至っている。
名称として指し示す範囲の妥当性とは別途、どうしても固有名詞の大学名である「関西大学」との意味的な混濁が起こることも、この組織が過去のものとなった要因である。
この様に関西大学野球連合は、その関西六大学野球リーグへの所属を巡っての多くの大学野球部の思惑が入り乱れた結果で生じた関西六大学野球の歴史における一時期に存在した関西地区の大学野球リーグの連合組織であり、その成立と解体の過程と運営については、関西六大学野球連盟 (旧連盟)の存在と深く関わっている。従って、本項の詳細については重複部分も多いため、関西六大学野球連盟 (旧連盟)の入れ替え戦導入時期を参照の事。

## 沿革
※関連団体についても併記
- 1959年頃　近畿地区大学野球連盟と旧関西六大学野球連盟（以下、旧関六）との合併申し入れが近畿大学を中心にした運動として開始。
- 1962年　関六が近畿地区連盟配下の京滋大学野球連盟（以下、京滋連盟）・近畿大学野球連盟（以下、近畿連盟）・阪神大学野球連盟（以下、阪神連盟）と合併し、その旧関六を最上部とする関西大学野球連合が発足し入れ替え戦を導入。なお下部との入れ替え戦は2戦先勝方式（※1）とし、下部3連盟首位決定戦（入れ替え戦出場校決定戦）は3校間での1回戦制の巴戦を行い2勝したチームが入れ替え戦に出場する。（※2）また全日本大学野球選手権への出場枠に関しては、近畿地区が旧関六の下部となった形態の為、連合として1代表に集約された。
- 1980年　同年春季から下部3連盟首位決定戦も勝ち点制（※3）を導入。
- 1982年　入れ替え戦廃止に伴い関西大学野球連合が解体。新しい構成校の選択を巡る意見の対立により当時の旧関六構成校の中から関西大学、関西学院大学、近畿大学が脱退。これによるリーグ解散宣言により同志社大学も追従。それまで下部であった京滋連盟の京都大学と立命館大学を招聘して新リーグを設立。脱退せずに残った大阪商業大学と京都産業大学は、連盟維持を宣言し過去に旧関六に昇格経験のある大学の中から、それぞれ下部であった近畿連盟の大阪経済大学、京滋連盟の龍谷大学、阪神連盟の大阪学院大学と神戸学院大学を招聘し「関西六大学野球連盟」の名称を冠した連盟の継承を宣言。更に新たに編成された関六グループは同時に連合の再結成を求めたが、下部3連盟がこれを一時保留の形で拒否したため、結果として単独で新関六を発足。これにより旧下部であった京滋大学野球連盟・近畿大学野球連盟・阪神大学野球連盟はそれぞれに独立。この一連の騒動を静観していた全日本大学野球連盟は主催の全日本大学野球選手権大会の出場枠は、一時的な措置として連合時代を踏襲する形で関西地区5連盟で1枠とした（翌年からは2枠に変更）。また、秋季の明治神宮野球大会については春の全日本大学野球選手権大会の関西地区代表決定戦優勝校を出した連盟の秋季リーグ優勝校がそのまま出場する暫定措置となった（1984年まで3年間継続）。

※1：2戦先勝方式
同一の対戦校に対して先に2勝したチームがその相手校との対戦に勝利したとして対戦を終了する。（1勝1敗の場合は第3戦を行い決着を付ける。）
※2：3校が1勝1敗で並んだ場合は3校間でのトーナメントを行う。組み合わせは抽選。
※3：勝ち点制
同一対戦校に勝ち越した場合に勝ち点1を獲得し、勝ち点が多い方が上位。勝ち点が同じ場合は全体の勝率比較によって順位を決定。勝ち点も勝率も同じ場合は1回戦の決定戦を行なうが、3校が同じ場合は、※2の方法で決定。